# Oberlauf der Ussel bis Itzing
Oberlauf der Ussel bis Itzing este o arie protejată (arie specială de conservare — SAC, sit de importanță comunitară — SCI) din Germania întinsă pe o suprafață de 26,58 ha, integral pe uscat.

## Localizare
Centrul sitului Oberlauf der Ussel bis Itzing este situat la coordonatele 48°49′58″N 10°48′01″E / 48.8328°N 10.8003°E.

## Înființare
Situl Oberlauf der Ussel bis Itzing a fost declarat sit de importanță comunitară în noiembrie 2004 pentru a proteja 2 specii de animale. Situl a fost protejat și ca arie specială de conservare în aprilie 2016.

## Biodiversitate
Situată în ecoregiunea continentală, aria protejată conține 1 habitat natural: Fânețe de joasă altitudine (Alopecurus pratensis, Sanguisorba officinalis).
La baza desemnării sitului se află mai multe specii protejate:
- mamifere (1): castor (Castor fiber)
- nevertebrate (1): Unio crassus